# Cherub

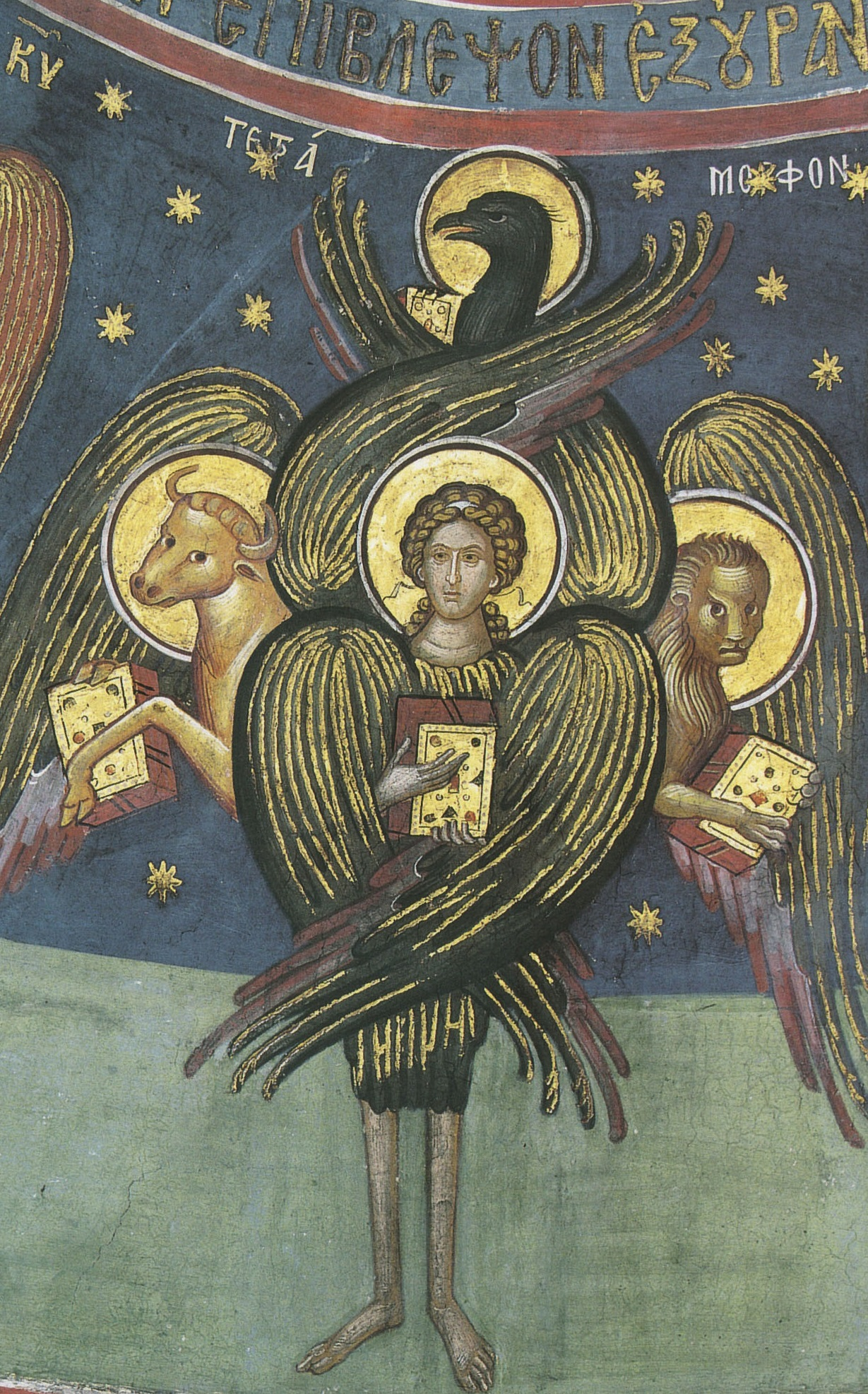
Darstellung der vier Evangelistensymbole Stier, Löwe, Adler und geflügeltes Wesen in einer einzigen Gestalt (16. Jahrhundert)

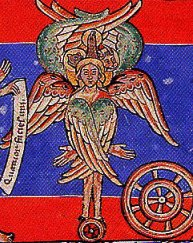
Cherub, weitgehend der Beschreibung aus Ezechiel 1,4-19 entsprechend, aus der Floreffe-Bibel (um 1156)

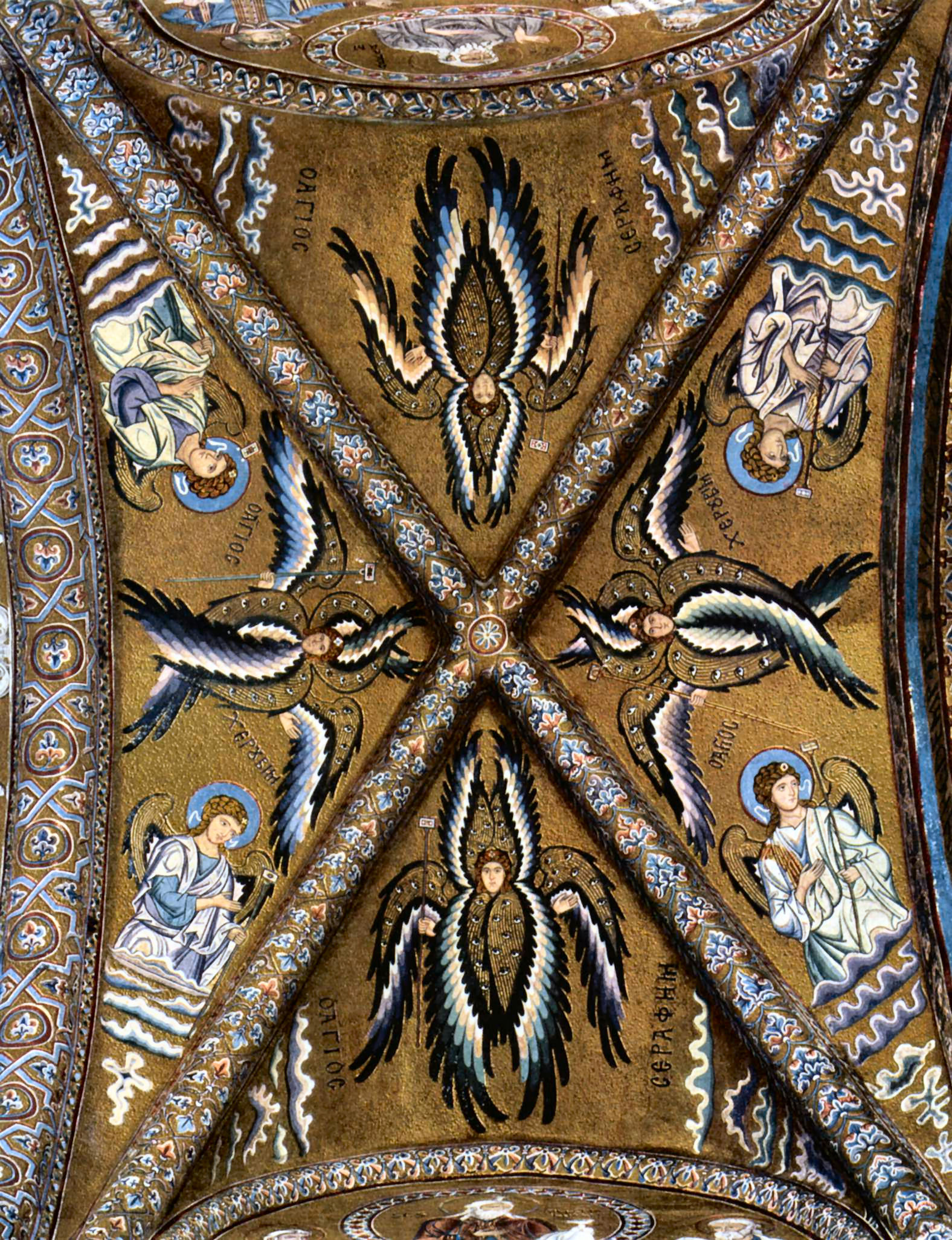
Cherubim, Seraphim und Erzengel in der Kuppel der Kathedrale von Cefalù

Ein Cherub (hebräisch כְּרוּב kərūḇ, plural כְּרוּבִים kərūḇīm) ist ein übernatürliches Wesen, welches in abrahamitischen Religionen als Diener oder Begleiter Gottes erscheint und unterschiedliche Erscheinungsformen hat. Im Alten Orient werden den Cherubim in erster Linie zwei Funktionen zugeschrieben: eine Wächter- und Schutzfunktion – sie schützen den Lebensbaum – und eine Tragefunktion – sie tragen die Gottheit. Obwohl sie im Alten Testament noch nicht den Engeln zugeschrieben wurden, belegen bereits Texte aus dem 1. Jh. v. Chr. eine Einordnung in die göttliche Hierarchie. Werke wie De Coelesti Hierarchia ordnen die Cherubim explizit in die Engelhierarchie ein.

## Bezeichnung
Die Bezeichnung Cherub und sein Plural Cherubim stellen die deutsche Entsprechung zum hebräischen כְּרוּב kərūḇ, Plural כְּרוּבִים kərūḇîm dar. Für gewöhnlich wird die Bedeutung vom akkadischen kāribu „segnen“, „weihen“, „grüßen“ hergeleitet und mit „Segnender“ wiedergegeben. Jedoch bleiben gewisse Unsicherheiten.
Die Septuaginta und das griechische Neue Testament geben die Bezeichnung mit χερούβ cherub (Sg.) bzw. χερουβίμ cheroubím, χερουβίν cheroubín (Pl.) wieder; daneben findet sich die altgriechische Variante χερουβείμ cheroubeím, χερουβείν cheroubeín (Pl.).
Die Vulgata schreibt cherub bzw. cherubin, eine weitere lateinische Variante lautet cherubim.
Im Deutschen wird die Bezeichnung Cherub genutzt, der Plural wird analog zum Altgriechischen mit Cherubim oder mit Cherubinen wiedergegeben. Seltener kommt die Form Cherube(n) vor. Im ökumenischen Kontext finden sich diese Varianten auch mit K anstelle des Chs.

## Erscheinung
Diverse Bildträger aus Syrien-Palästina belegen die Darstellung von Cherubim als Mischwesen aus Mensch und Löwe. Dabei nehmen sie das Motiv in unterschiedlicher Weise auf und beziehen sich auf die Grundfunktion als Wächter des Lebensbaums. Daneben erscheinen sie in Throndarstellungen, in denen sie einen Thronsitz für den König bzw. Königsgott tragen. Dies steigert dessen numinose Mächtigkeit.
Die biblischen Autoren verzichten weitgehend auf konkrete Beschreibungen der Cherubim, was darauf hindeutet, dass ihre Erscheinung den Menschen damals bekannt war. In Ez 41,18 f  werden die Cherubim als geflügelte Mischwesen mit Löwenkörper und menschlichem Gesicht beschrieben. Durch die Kombination der Körperteile verschiedener Lebewesen vereinigen sich die mit ihnen verbundenen Funktionen, Eigenschaften und Bedeutungen in einem einzigen Wesen und steigern so dessen Macht und Gewalt ins Unermessliche. Jedoch geben einige Quellen widersprüchliche Informationen zum Erscheinungsbild der Cherubim. In späterer christlicher Tradition wurden Cherubim in Analogie zu den Putten und dem Gott Amor als liebliche, kindliche Wesen angesehen.

## Cherubim in der Bibel
In der Hebräischen Bibel und im Alten Testament finden sich verschiedene Cherubimkonzeptionen. Dabei wird sowohl vom einzelnen Cherub als auch von mehreren Cherubim gesprochen. Insgesamt finden sich im Alten Testament 91 Belege für Cherub(im).
Die erste Erwähnung findet sich im Buch Genesis, wo sie nach Adam und Evas Vertreibung aus dem Paradies von Gott als Wächter vor dessen Zugang gestellt werden:

„Er vertrieb den Menschen und ließ östlich vom Garten Eden die Kerubim wohnen und das lodernde Flammenschwert, damit sie den Weg zum Baum des Lebens bewachten.“

In ähnlicher Funktion beschützt der Cherub (Sg.) in Ez 28,14-16  den Berg Gottes.
Die Ausstattung der Cherubim mit Flügeln ist insbesondere in den Theophanien in 2 Sam 22,11  und Ps 18,11  von Relevanz, da sie die Mobilität JHWHs unterstreichen. Der Cherub dient Gott hier als Himmelsreittier.
Der salomonische Tempel ist nach 1 Kön 6,23–28  mit zwei ca. 5 m hohen (10 Ellen) Cherubim aus Olivenholz ausgestattet. Sie standen nebeneinander mit dem Gesicht nach vorn und bildeten mit ihren Flügeln den Gottesthron – die inneren Flügel bildeten die Sitzfläche, die äußeren die Seitenlehne des Thrones. Auf diesen Cherubenthron bezieht sich das JHWH-Prädikat „Kerubenthroner“ (vgl. Ps 99,1  u. ö.). Verbunden wird dieser Titel mit der Vorstellung JHWHs als König und Weltschöpfer und der Bitte um Hilfe und Schutz. Auch die Wände und Türen des Tempels sowie die Kesselwagen waren mit Schnitzverzierungen versehen, die unter anderem Cherubim darstellten (vgl. 1 Kön 6,29  u. ö.). Dieses Ensemble symbolisiert den Herrschafts- und Wirkungsbereich JHWHs.
Mit der Überführung der Bundeslade in den Jerusalemer Tempel und ihrem Aufstellen „unter die Flügel der Kerubim“ (1 Kön 8,6 ) wurden diese beiden Kultsymbole, die ursprünglich nichts miteinander zu tun hatten, verbunden. Beide stehen für die unsichtbare Präsenz Gottes und symbolisieren so seine Nähe. Hier vollzieht sich mit der Verbindung der Jerusalemer Zionstheologie und den religiösen Traditionen des Nordreiches nach der politischen auch die sakrale Vereinigung von Nord- und Südreich.
Die Priesterschrift beschreibt eine andere Cherubimkonzeption. Hier blicken sie einander an. Auf die Darstellung als Thron wird zugunsten einer reinen Schutzfunktion verzichtet. Sie bewachen die als Sühneort fungierende Deckplatte der Bundeslade. Sie ist der heilige Ort der Gottesbegegnung. Durch seine Verbindung mit der Lade ist er beweglich und ermöglicht so das Wohnen JHWHs inmitten von Israel:

„Verfertige auch eine Sühneplatte aus purem Gold, zweieinhalb Ellen lang und anderthalb Ellen breit! Mach zwei Kerubim aus getriebenem Gold und arbeite sie aus den beiden Enden der Sühneplatte heraus! Arbeite einen Kerub aus dem einen Ende heraus und einen anderen Kerub aus dem anderen Ende; aus der Sühneplatte arbeitet die Kerubim heraus, an ihren beiden Enden! Die Kerubim sollen die Flügel nach oben ausbreiten, mit ihren Flügeln die Sühneplatte beschirmen und sie sollen ihre Gesichter einander zuwenden; der Sühneplatte sollen die Gesichter der Kerubim zugewandt sein.“

Die 17 Erwähnungen von Cherubim im Buch Exodus beziehen sich überwiegend auf die figürlichen Darstellungen über der Deckplatte der Bundeslade und zu einem kleineren Teil auf Darstellungen auf den Vorhängen für das Heiligtum in der Stiftshütte. Außer der Angabe, dass es sich um Figuren mit Flügeln handelt, wird ihre Form nicht genau beschrieben. So bleibt offen, ob Körper und Gesicht Ähnlichkeiten zu Menschen oder Tieren haben. In Ex 26,1  werden die Cherubim im Zusammenhang mit den das Heiligtum nach außen abgrenzenden Zeltstoffbahnen genannt. Diese Bahnen scheinen „zusammengewebte Cherubim“ zu sein, sollen also eine abgrenzende und schützende Funktion haben. Diese Funktion wird auch bei der Parochet, die im Inneren der Stiftshütte das Heilige vom Allerheiligsten trennt, herausgestellt.
Das Buch Ezechiel beschreibt ebenfalls verschiedene Cherubenvorstellungen. Jeweils ein Cherub als „Träger der Herrlichkeit Jahwes und als Wächter des verlassenen Tempels“ wird in Ez 9,3  und 10,2-4  genannt. Demgegenüber verbinden Ez 10,1 , 10,18–22  und 11,22  die Cherubim (Pl.) mit der Vorstellung eines Thronwagens, auf dem die Herrlichkeit JHWHs den Tempel verlässt. Diese Cherubim werden mit den himmlischen Wesen aus Ez 1–3  identifiziert.
Im Neuen Testament finden die Cherubim lediglich in Hebr 9,5  Erwähnung. Sie  „überschatten“ den Sühneort, der sich über der Bundeslade befindet, und dienen als Träger der Herrlichkeit JHWHs. Diese Beschreibung orientiert sich an der Priesterschrift.
In Offb 4,8  werden vermutlich ebenfalls Cherubim beschrieben, die hier das „heilig, heilig, heilig“ singen, das in Jes 6  den Seraphim zugeschrieben wird.

## Cherubim im Islam

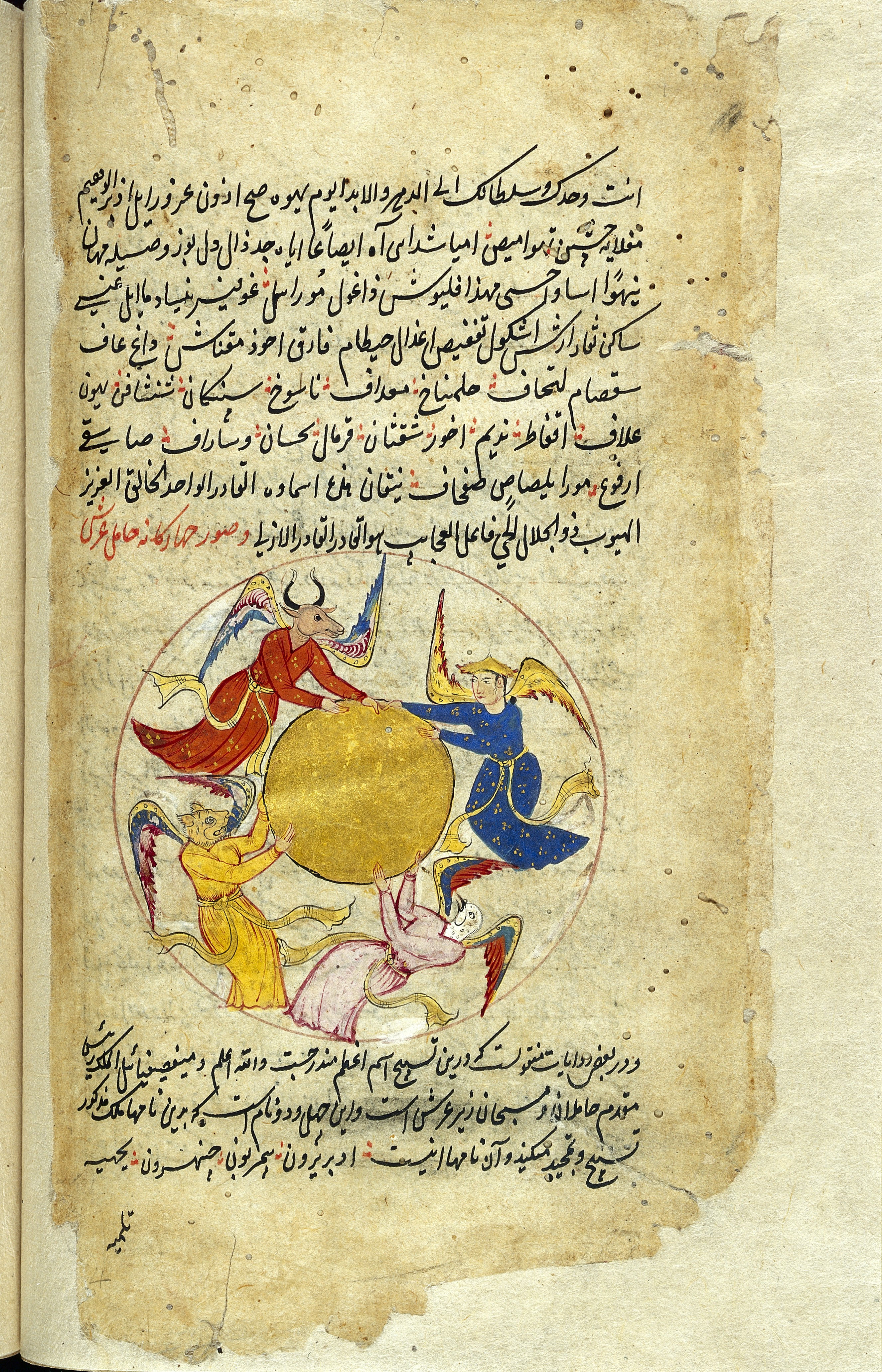
Die vier Träger des himmlischen Thrones in der islamischen Kunst

Im Islam sind die Cherubim die Gott nahen Engel (arabisch مُقَرَّبُون, DMG Muqarrabūn, Plural von مُقَرَّب, DMG Muqarrab ‚[Gott] Nahegestellter, Vertrauter‘) (Sure 4:172), die den Thron tragen. Sie bitten Gott um Vergebung für die Menschen und beschützen die Rechtschaffenen (40:7). In der Sure 69 sagt der Koran:

„Und der Himmel spaltet sich und ist an jenem Tag brüchig. Und die Engel befinden sich (rundum) an seinem Rand, während acht hoch oben (w. über ihnen) an jenem Tag den Thron deines Herrn tragen.“

Insgesamt gebe es acht Cherubim. Zur Rangordnung der Cherubim gehören auch die vier Erzengel. Die übrigen Cherubim werden häufig mit tierischen Merkmalen versehen und bestünden aus unterschiedlichen Materialien, wie Feuer, Erbarmen oder Wasser.
In der ismailitischen Vorstellung gibt es sieben Cherubim, vergleichbar mit dem Glauben an sieben Erzengel.

## Kunstgeschichte

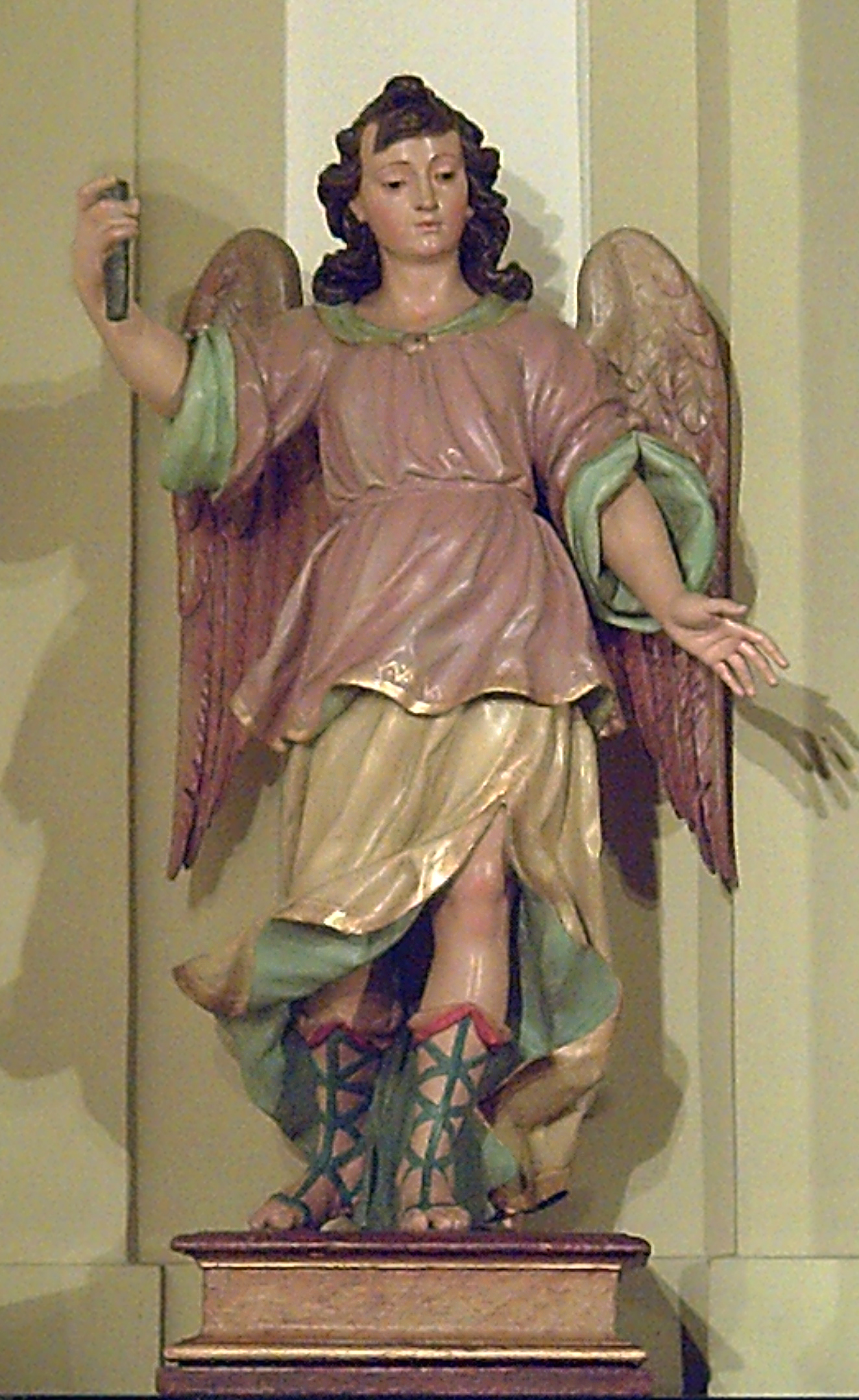
Menschenähnlicher Cherub in der St.-Genesius-Kirche in Madrid (18. Jahrhundert)

In der Kunst kommen die Cherubim häufig vor und werden meist menschenähnlich (außer in den mittelalterlichen Abbildungen) dargestellt. Auch hier wird die Bezeichnung Cherubim oft als Synonym für Engel gebraucht.
Der Cherub wird in Schillers Gedicht An die Freude und in dessen Vertonung im vierten Satz von Beethovens Neunter Sinfonie erwähnt: „[…] und der Cherub steht vor Gott“.
Auch das christliche Te Deum (um 400) beziehungsweise das entsprechende Kirchenlied Großer Gott, wir loben dich (Ignaz Franz) sowie Gerhard Tersteegens Gott ist gegenwärtig nennen die Cherubim in der zweiten Strophe.